# Matija Pintarič
Matija Pintarič (né le 11 août 1989) à Maribor en Yougoslavie est un gardien de but professionnel slovène de hockey sur glace.

## Biographie
Matija Pintarič évolue dans sa jeunesse dans le championnat slovaque avant de réaliser deux saisons avec l'équipe suédoise du Olofströms IK puis, en 2014-2015 au Kazakhstan avec le Beïbarys Atyraou,.
En 2015, il se dirige vers la France et joue une saison pour les Ducs de Dijon puis pour les Lions de Lyon,. Il signe ensuite pour la saison 2017-2018 avec les Dragons de Rouen et en 2021 renouvelle son contrat avec l'équipe pour la cinquième année consécutive.
Matija Pintarič représente la Slovénie au niveau international en participant notamment au championnat du monde 2017 organisé conjointement par la France et l'Allemagne. Il est désigné joueur du match pour la Slovénie lors de la dernière rencontre face à la France.
En 2018, il est gardien de l'équipe slovène de hockey sur glace durant les Jeux olympiques d'hiver en Corée du Sud.
Matija Pintarič est triple récipiendaire du trophée Jean-Ferrand qui récompense le meilleur gardien de but ; une première fois en 2017 puis en 2019 et 2020.

## Statistiques

### En club
| Saison    | Équipe           | Ligue        |    | Saison régulière | Saison régulière | Saison régulière | Saison régulière | Saison régulière | Saison régulière | Saison régulière | Saison régulière | Saison régulière |    | Séries éliminatoires | Séries éliminatoires | Séries éliminatoires | Séries éliminatoires | Séries éliminatoires | Séries éliminatoires | Séries éliminatoires | Séries éliminatoires | Séries éliminatoires |
| Saison    | Équipe           | Ligue        | PJ | V                | D                | Min              | BC               | Moy              | % Arr            | Bl               | Pun              | PJ               | V  | D                    | Min                  | BC                   | Moy                  | % Arr                | Bl                   | Pun                  |                      |                      |
| 2015-2016 | Ducs de Dijon    | Ligue Magnus | 23 | 6                | 17               | 1 400            | 81               | 3,47             | 91,1             | 0                | -                | 10               | 7  | 3                    | 612                  | 23                   | 2,25                 | 93,2                 | 0                    |                      |                      |                      |
| 2016-2017 | Lions de Lyon    | Ligue Magnus | 34 | 20               | 13               | 2 018            | 76               | 2,26             | 93,3             | 3                | -                | 4                | 1  | 3                    | 179                  | 4                    | 1,34                 | 96,0                 | 1                    |                      |                      |                      |
| 2017-2018 | Dragons de Rouen | Ligue Magnus | 38 | 31               | 7                | 2 155            | 80               | 2,23             | 92,0             | 5                |                  | 15               | 12 | 3                    | 910                  | 24                   | 1,58                 | 94,2                 | 4                    |                      |                      |                      |
| 2018-2019 | Dragons de Rouen | Ligue Magnus | 40 | 37               | 3                | 2 348            | 64               | 1,64             | 94,5             | 9                |                  | 16               | 11 | 5                    | 951                  | 31                   | 1,95                 | 93,0                 | 4                    |                      |                      |                      |
| 2019-2020 | Dragons de Rouen | Ligue Magnus | 39 | 29               | 10               | 2 296            | 80               | 2,09             | 92,4             | 5                |                  | 4                | 4  | 0                    | 247                  | 9                    | 2,18                 | 93,1                 | 0                    |                      |                      |                      |
| 2020-2021 | Dragons de Rouen | Ligue Magnus | 21 | 17               | 6                | 1 209            | 35               | 1,74             | 93,8             | 3                |                  | -                |    |                      |                      |                      | -                    | -                    |                      |                      |                      |                      |
| 2021-2022 | Dragons de Rouen | Ligue Magnus | 40 | 26               | 9                |                  |                  | 2,19             | 93,8             | 4                |                  | 13               | 4  | 0                    |                      |                      | 2,08                 | 93,6                 | 2                    |                      |                      |                      |
| 2022-2023 | Dragons de Rouen | Ligue Magnus | 22 | 16               | 3                |                  |                  | 2,16             | 93,8             | 1                |                  | 16               | 8  | 0                    |                      |                      | 2,62                 | 91,3                 | 2                    |                      |                      |                      |